# 北海道道217号北見美幌線

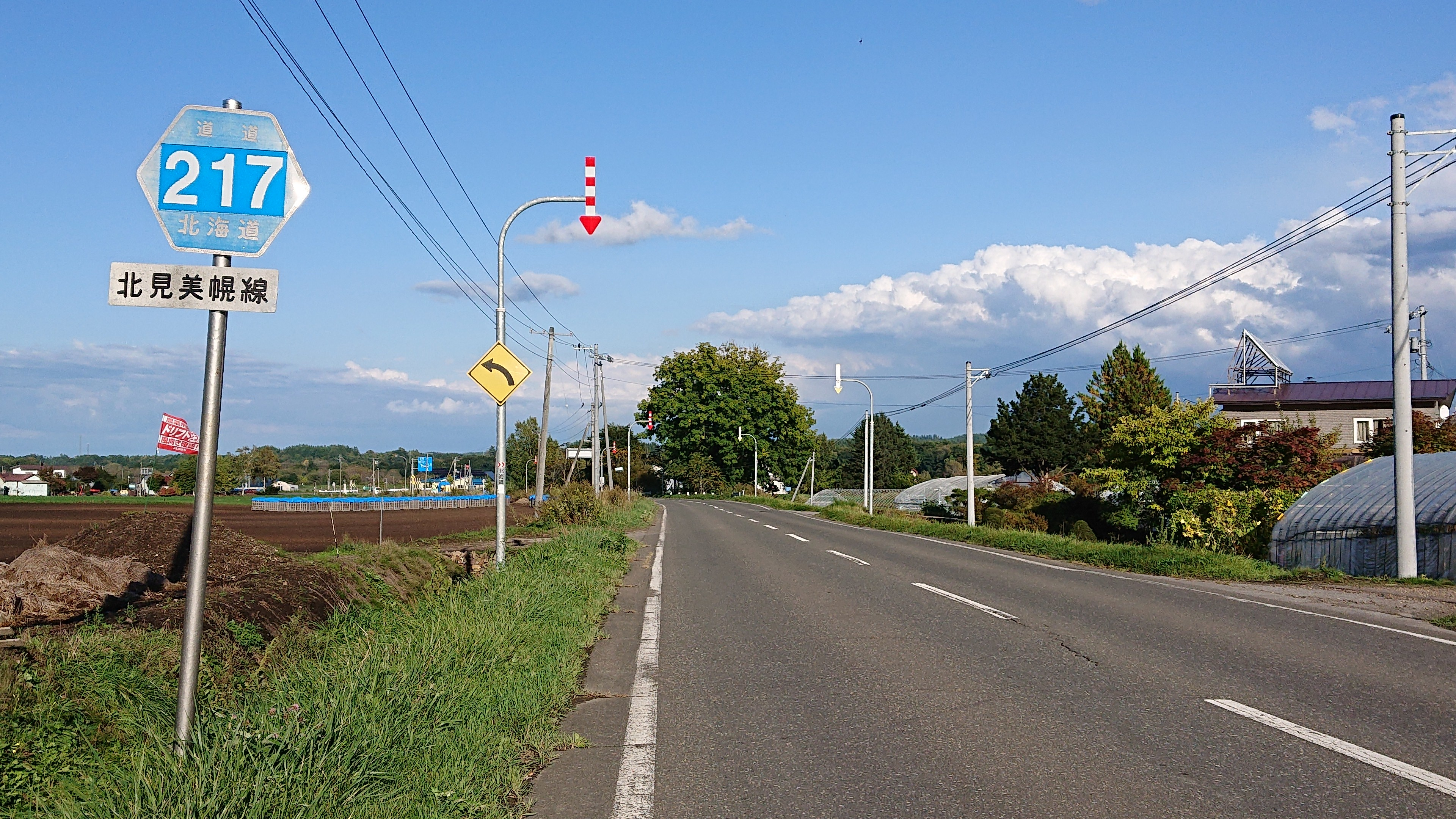
北海道道217号北見美幌線

北海道道217号北見美幌線（ほっかいどうどう217ごう きたみびほろせん）は、北海道北見市と網走郡美幌町を結ぶ一般道道（北海道道）である。

## 概要
北見と美幌を結ぶ主な経路は3本あり、本路線は南回りの路線である。

### 路線データ
- 起点：北海道北見市大町（国道39号交点）
- 終点：北海道網走郡美幌町字上町（国道240号上）
- 総延長：35.266 km
- 実延長：25.103 km
- 重用延長：10.163 km

### 道路管理者
- オホーツク総合振興局 網走建設管理部 北見出張所
- オホーツク総合振興局 網走建設管理部 事業課

## 歴史
- 1954年（昭和29年）3月30日 - 道道90号として路線認定[2]。
- 1994年（平成6年）10月1日 - 路線番号を217号に変更[3]。
- 2007年（平成19年）9月7日 - 美幌町内の終点を変更（字大通北1丁目 → 字上町）、大正橋経由のルートは町道へ移管となる[4]。
- 2021年（令和3年）3月22日 - 見晴大橋が開通[5]。

## 路線状況

### 重複区間
- 北海道道122号北見端野美幌線（北見市川東73番地 - 北見市川東38番地）
- 北海道道122号北見端野美幌線（美幌町字昭野 - 美幌町字美禽）
- 国道39号（美幌町字美禽 - 美幌町字仲町）
- 国道243号（美幌町字仲町 - 美幌町字大通北1丁目）
- 国道240号（美幌町字仲町 - 美幌町字上町〔終点〕）

### 道路施設

#### 橋
- 見晴大橋（527 m、北見市桜町 - 同市川東）

#### トンネル
- 美幌トンネル（420 m、北見市若松 - 美幌町字栄森）

## 地理

### 通過する自治体
- オホーツク総合振興局
  - 北見市
  - 網走郡美幌町

### 交差する道路
北見市
- 国道39号 - 大町（起点）
- 北海道道122号北見端野美幌線 - 川東73番地、川東38番地（重複）
- 北海道道556号緋牛内北見線 - 川東
- 十勝オホーツク自動車道（北見道路）北見中央IC - 川東
- 北海道道682号二又北見線 - 若松

美幌町
- 北海道道122号北見端野美幌線 - 字昭野、字美禽（重複）
- 国道39号 - 字美禽、字仲町（重複）
- 国道243号 - 字仲町、字大通北1丁目（重複）
- 国道240号 - 字仲町、字上町（終点・重複）

### 主な峠
- 活汲峠（北見市 - 美幌町）

### 沿線にある施設など
北見市
- フラワーパラダイス
- 北見ファミリーランド
- 北見若松市民スキー場

美幌町
- 航空公園